# Solenopsis cooperi
Solenopsis cooperi es una especie de hormiga del género Solenopsis, subfamilia Myrmicinae.

## Distribución
Esta especie se encuentra en Egipto y Libia.